# Live 2003
Live 2003 is een album van de Engelse band Coldplay.
Het album is opgenomen in Sydney's Hordern Pavillion op 21 en 22 juli 2003.
Het nummer "Moses" verscheen voor het eerst op dit album.

## Tracklist

### DVD
1. "Politik"
2. "God Put a Smile upon Your Face"
3. "A Rush of Blood to the Head"
4. "Daylight"
5. "Trouble"
6. "One I Love"
7. "Don't Panic"
8. "Shiver"
9. "See You Soon"
10. "Everything's Not Lost"
11. "Moses"
12. "Yellow"
13. "The Scientist"
14. "Clocks"
15. "In My Place"
16. "Amsterdam"
17. "Life Is for Living"

### CD
1. "Politik" – 6:36
2. "God Put a Smile upon Your Face" – 4:57
3. "A Rush of Blood to the Head" – 6:51
4. "One I Love" – 5:08
5. "See You Soon" – 3:29
6. "Shiver" – 5:26
7. "Everything's Not Lost" – 8:48
8. "Moses" – 5:29
9. "Yellow" – 5:36
10. "Clocks" – 5:33
11. "In My Place" – 4:13
12. "Amsterdam" – 5:22